# Albínovská hora
Albínovská hora (nářečně Baňa, někdy uváděna také jako Albínovská Hôrka) je vrchol v západní části Východoslovenské pahorkatiny. Nachází se v katastrálním území města Sečovce, 1,7 km severně od jeho zastavěné části.